# Andrzej (Wasiłaszku)
Andrzej, imię świeckie Serhij Petrowycz Wasiłaszku (ur. 5 marca 1979 w Charkowie) – biskup Ukraińskiego Kościoła Prawosławnego Patriarchatu Moskiewskiego.

## Życiorys
Jest synem duchownego prawosławnego. W 1996 r. ukończył seminarium duchowne w Odessie, zaś w 2005 r. – Kijowską Akademię Duchowną. W 2009 r. wstąpił jako posłusznik do ławry Peczerskiej. W roku następnym w tymże klasztorze został postrzyżony w riasofor. 28 lutego 2010 r. został wyświęcony na diakona przez metropolitę kijowskiego i całej Ukrainy Włodzimierza. Wieczyste śluby mnisze złożył 8 grudnia 2010 r., przyjmując imię zakonne Andrzej na cześć Andrzeja Apostoła. 13 grudnia tego samego roku przyjął święcenia kapłańskie. W 2013 r. otrzymał godność archimandryty. W tym samym roku został głównym zakrystianem Ławry, odpowiedzialnym za szaty duchowne i wyposażenie świątyń w księgi oraz utensylia liturgiczne. 
17 grudnia 2018 r. został nominowany na biskupa petropawłowskiego, wikariusza eparchii dniepropetrowskiej. Jego chirotonia biskupia odbyła się 23 grudnia 2018 r. w cerkwi Świętych Antoniego i Teodozjusza w ławrze Peczerskiej, pod przewodnictwem metropolity kijowskiego i całej Ukrainy Onufrego. W 2023 r. został podniesiony do godności arcybiskupa.